# Oakland San Francisco Bay Airport
Oakland San Francisco Bay Airport (IATA: OAK, ICAO: KOAK, FAA LID: OAK), också känd som Oakland International Airport, är en flygplats nära Oakland, Kalifornien, USA. Flygplatsen ligger ca 6 km söder om centrala Oakland i Alameda County. Den är den näst största flygplatsen i San Francisco Bay Area, efter San Francisco International Airport.